# Soulnik
Soulnik — студійний альбом американського джазового конрабасиста/віолончеліста Дуга Воткінса, випущений у 1960 році лейблом New Jazz.

## Опис
Басист Дуг Воткінс записав лише дві сесії в якості соліста (музикант загинув у 1962 році в автомобільній аварії), і цей сет (записаний для лейблу New Jazz і перевиданий на CD в серії «OJC») іноді видавався під ім'ям Юсефа Латіфа. Воткінс грає на віолончелі (на цьому інструменті почав грати лише за три дні до цього) під час сесії з Латіфом (який грає на тенор-саксофоні, флейті та гобої), піаністом Г'ю Лоусоном, басистом Германом Райтом і ударником Лексом Гамфрісом. Квінтет виконує три стандарти, «Andre's Bag» Воткінса і пару композицій Латіфа. Використання гобоя та віолончелі вирізняє цю сесії від інших типових сесій в стилі хард-боп того періоду.

## Список композицій
1. «One Guy» (Юсеф Латіф) — 6:17
2. «I'm Confessin'» (Ел Нейбург, Док Догерті, Елліс Рейнольдс) — 6:47
3. «Soulnik» (Юсеф Латіф) — 5:44
4. «Andre's Bag» (Дуг Воткінс) — 6:58
5. «I Remember You» (Джонні Мерсер, Віктор Шерцінгер) — 5:35
6. «Imagination» (Джиммі Ван Гейзен) — 6:10

## Учасники запису
- Дуг Воткінс — віолончель
- Юсеф Латіф — тенор-саксофон, флейта, гобой
- Г'ю Лоусон — фортепіано
- Герман Райт — контрабас
- Лекс Гамфріс — ударні

Технічний персонал
- Есмонд Едвардс — продюсер
- Руді Ван Гелдер — інженер
- Айра Гітлер — текст